# Tails Adventure
Tails Adventure ist ein 2D-Jump-’n’-Run-Videospiel, das von Aspect Co. Ltd entwickelt und von Sega für den Sega Game Gear in den USA am 11. September 1995 erstveröffentlicht wurde. Es ist neben Tails’ Skypatrol eines von zwei Sega-Game-Gear-Spielen von 1995, in denen Sonics Begleiter Miles Tails Prower die Hauptrolle spielt. Das Spiel setzt auf Metroidvania-Gameplay und ist absichtlich vergleichsweise langsam gehalten.

## Handlung
Laut der japanischen Bedienungsanleitung des Spiels handelt Tails Adventure von Tails’ erster Begegnung mit Sonic the Hedgehog unmittelbar vor Sonic the Hedgehog 2, was auch seine fehlende Spin Attack erklären würde. Das widerspricht sich mit der englischsprachigen Bedienungsanleitung, laut der Sonic und Tails eine Pause von den Abenteuern nehmen und Tails Urlaub auf der Insel Cocoa Island macht. Er wird von einer Explosion aus dem Schlaf gerissen und ein Flicky erzählt Tails vom Überfall der Battle-Kuku-Armee unter der Führung von Great Battle Kukku 15th, der auf Cocoa Island die Chaos Emeralds entdeckt hat und nun die Weltherrschaft anstrebt. Tails entschließt sich dazu, dem Feind entgegenzutreten.

## Gameplay
In Tails Adventure übernimmt der Spieler die Kontrolle über den zweischwänzigen Fuchs Tails in einem sidescrollenden 2D-Jump-’n’-Run. Neben dem Steuerkreuz zur Bewegung kann Tails springen (ohne Spin Attack), fliegen und Bomben werfen. Seine Energie wird über einen Ring-Zähler angegeben, von denen Tails zu Beginn zehn besitzt. Ringe erhält Tails durch Einsammeln oder das Besiegen von Gegnern. Das Spiel ist für ein Jump ’n’ Run sehr langsam gestaltet, vor allem im Vergleich zu üblichen Sonic-Spielen. Das Erkunden der Level und Finden von Items ist Hauptbestandteil des Spiels. Insgesamt 26 Items können im Spiel gefunden werden, aber Tails kann nur vier gleichzeitig bei sich tragen. Es gilt also, sich zu merken, in welchen Leveln welche Items vonnöten sind. Das Backtracking macht Tails Adventure zu einem Metroidvania-Titel.
Das Spiel besteht aus zwölf Zonen (Poloy Forest, Volcanic Tunnel, Polly Mt. 1, Lake Rocky, Cavern Island, Green Island, Caron Forest, Lake Crystal, Polly Mt. 2, Coco Island, Battle Fortress 1 und Battle Fortress 2), die als Level definiert werden können. Jede Zone hat dabei meist ihre eigene Thematik, Aussehen und Gegner-Vielfalt. Werden Chaos Emeralds in den Leveln gefunden, erhöht sich Tails’ Energieanzeige und die mögliche Dauer seines Propellerflugs.

## Entwicklung
Das Entwicklerstudio Aspect Co. Ltd, welches schon Erfahrungen mit Sonic-Spielen auf dem Sega Game Gear hatte, war verantwortlich für Tails Adventure. Wenige Monate zuvor erschien das japan-exklusive Tails’ Skypatrol, welches von SIMS und JSH entwickelt wurde. Der Soundkomponist Kojiro Mikusa war im Folgejahr 1996 auch für den Soundtrack von Sonic Blast für den Sega Game Gear verantwortlich. Bei der Neuveröffentlichung für den Nintendo 3DS fielen die Wertungen tendenziell niedriger aus.

## Neuveröffentlichungen
Nach der Erstveröffentlichung von Tails Adventure für den Sega Game Gear war das Spiel auch auf Sonic Adventure DX: Director’s Cut (2003, Nintendo GameCube, PC), Sonic Gems Collection (2005, Nintendo GameCube, PlayStation 2), Sonic PC Collection (2009, PC) und Sonic Origins Plus (2023) enthalten.
Zudem ist das Spiel für die Virtual Console des Nintendo 3DS (2013) erneut erschienen.

## Rezeption
Tails Adventure erhielt gemischte Wertungen. Einig war man sich darüber, dass das langsame Gameplay einen wesentlichen Kontrast zu üblichen Sonic-Spielen darstellt, doch die Mehrheit nahm dies als Kritik, während die Minderheit den Erkundungszwang für interessant befand.

„Zu Wasser, zu Lande und in der Luft muß sich der niedliche Kerl bei seinem Abenteuer bewähren. Während die Grafik weniger spektakulär ist als bei den Sonic-Jump & Runs, spielt Tails seine Stärken bei den Unmengen an Utensilien und den clever aufgebauten Levels aus. Begeistert hat mich neben den drolligen Animationen der witzige Soundtrack.“